# Världsmästerskapen i bordtennis 1928
 Världsmästerskapen i bordtennis 1928 spelades i Stockholm under perioden 24-29 januari 1928. Arrangemanget lockade 165 tävlande från 11 nationer. Huvudarena var Cirkus på Djurgården.

## Medaljörer

### Lag
| Disciplin            | Guld                                                                            | Silver                                                               | Brons                                                                      |
| Herrarnas lagtävling | Ungern Laszlo Bellak Sándor Glancz Roland Jacobi Zoltán Mechlovits Daniel Pecsi | Österrike Paul Flussmann Alfred Liebster Munio Pillinger Robert Thum | England Charles Allwright Charles Bull Adrian Haydon C. G. Mase Fred Perry |

### Individuellt
| Disciplin   | Guld                                | Silver                           | Brons                           |
| Herrsingel  | Zoltán Mechlovits                   | Laszlo Bellak                    | Paul Flussmann                  |
| Herrsingel  | Zoltán Mechlovits                   | Laszlo Bellak                    | Alfred Liebster                 |
| Damsingel   | Mária Mednyánszky                   | Erika Metzger                    | Doris Gubbins                   |
| Damsingel   | Mária Mednyánszky                   | Erika Metzger                    | Joan Ingram                     |
| Herrdubbel  | Alfred Liebster Robert Thum         | Charles Bull Fred Perry          | Laszlo Bellak Sándor Glancz     |
| Herrdubbel  | Alfred Liebster Robert Thum         | Charles Bull Fred Perry          | Roland Jacobi Zoltán Mechlovits |
| Damdubbel   | Fanchette Flamm Mária Mednyánszky   | Doris Gubbins Brenda Sommerville | Joan Ingram Winifred Land       |
| Mixeddubbel | Zoltán Mechlovits Mária Mednyánszky | Daniel Pecsi Erika Metzger       | Charles Bull Joan Ingram        |
| Mixeddubbel | Zoltán Mechlovits Mária Mednyánszky | Daniel Pecsi Erika Metzger       | Fred Perry Winifred Land        |

### Fotnoter
1. ↑  ”World Championships Results”. ITTF Museum. Arkiverad från originalet den 11 maj 2012. https://web.archive.org/web/20120511103023/http://www.ittf.com/museum/results/WorldChresults.html. Läst 7 april 2012.
2. ↑  ”ITTF Statistics”. ittf.com. Arkiverad från originalet den 4 mars 2016. https://web.archive.org/web/20160304094019/http://www.ittf.com/ittf_stats/All_events4.asp?Competition_ID=2. Läst 7 april 2012.
3. ↑  ”Pingishistorien på en minut”. Svenska Bordtennisförbundet. Arkiverad från originalet den 9 april 2018. https://web.archive.org/web/20180409233716/http://www.svenskbordtennis.com/forbundet/Pingishistorienpaenminut. Läst 9 april 2018.